# Tridentella glutacantha
Tridentella glutacantha là một loài chân đều trong họ Tridentellidae. Loài này được Delaney & Brusca miêu tả khoa học năm 1985.